# St Johnston
St Johnston (engelska: Saint Johnstown, iriska: Baile Suingean) är en ort i republiken Irland.   Den ligger i grevskapet County Donegal och provinsen Ulster, i den norra delen av landet, 190 km norr om huvudstaden Dublin. St Johnston ligger 6 meter över havet och antalet invånare är 583.
Terrängen runt St Johnston är platt åt sydväst, men åt nordost är den kuperad. St Johnston ligger nere i en dal.Runt St Johnston är det ganska tätbefolkat, med 111 invånare per kvadratkilometer. Närmaste större samhälle är Letterkenny, 17,4 km väster om St Johnston. Trakten runt St Johnston består i huvudsak av gräsmarker.